# 矢野隆 (小説家)
矢野 隆（やの たかし、1976年4月26日 - ）は、日本の小説家。

## 来歴
福岡県久留米市出身。日本デザイナー学院卒業。
2008年に『蛇衆』で第21回小説すばる新人賞を受賞しデビュー。

## 受賞・候補
太字は受賞
- 2007年『臥龍の鈴音』で第20回小説すばる新人賞候補
- 2008年『蛇衆』で第21回小説すばる新人賞受賞
- 2017年『山よ奔れ』で第7回本屋が選ぶ時代小説大賞候補
- 2019年『朝嵐』で第8回日本歴史時代作家協会賞（作品賞）候補
- 2021年『戦百景 長篠の戦い』で第4回細谷正充賞受賞
- 2022年『琉球建国記』で第11回日本歴史時代作家協会賞（作品賞）受賞[2]

## 著作

### 歴史・時代小説
- 蛇衆（2009年、集英社 のち文庫）

2010年代刊行
- 無頼無頼ッ!（2010年、集英社）
- 兇（2011年、徳間書店）
- 勝負 (ガチ) !（2012年、光文社）
- 斗棋 (とうぎ)（2012年、集英社）
- 西海の虎　清正を破った男（2012年、講談社）文庫化の際、「清正を破った男」に改題。
- 慶長風雲録（2013年、集英社）
- 武士喰らい（2013年、新潮社）
- 将門（2013年、PHP研究所）
- 退魔士（2014年、幻冬舎）
- 乱（2014年、講談社）
- 信玄の首（2014年、角川春樹事務所）
- 覇王の贄（にえ）（2015年、光文社）
- 弁天の夢　白浪五人男異聞（2015年、徳間書店）
- 我が名は秀秋（2015年、講談社）
- 凛と咲きて（2016年、新潮社）
- 生きる故（2016年、PHP研究所）
- 戦始末（2017年、講談社）
- 鬼神（2017年、中央公論新社）
- 山よ奔れ（2017年、光文社）
- 大ぼら吹きの城 （2018年、角川書店）
- 朝嵐（2019年、中央公論新社）
- 至誠の残滓（2019年、集英社）
- 源匣記 獲生伝（2019年、講談社）

2020年代刊行
- 『戦始末』講談社〈講談社文庫〉、2020年1月。ISBN 978-4-06-518343-4。
- 『愚か者の城』KADOKAWA、2020年3月。ISBN 978-4-04-109272-9。
- 『乱』講談社〈講談社文庫〉、2020年5月。ISBN 978-4-06-519665-6。
- 『とんちき耕書堂青春譜』新潮社、2020年12月。ISBN 978-4-10-334073-7。
- 『戦百景 長篠の戦い』講談社〈講談社文庫〉、2021年6月。ISBN 978-4-06-523776-2。
- 『さみだれ』徳間書店、2021年8月。ISBN 978-4-19-865317-0。

### ノベライズ
- 戦国BASARA3 伊達政宗の章（2011年、講談社）
- 鉄拳 the dark history of mishima（2011年、集英社）
- STREET FIGHTER THE NOVEL 俺より強いやつは何処にいる（2016年、PHP研究所）
- NARUTO ─ナルト─ シカマル秘伝（2015年、集英社）
- NARUTO ─ナルト─ イタチ真伝 光明篇（2015年、集英社）
- NARUTO ─ナルト─ イタチ真伝 暗夜篇（2015年、集英社）
- NARUTO ─ナルト─ シカマル新伝 舞い散る華を憂う雲（2018年、集英社）
- 不終の怪談 文豪とアルケミスト ノベライズ ―case 小泉八雲―（2020年、新潮社）
- THE LEGEND & BUTTERFLY（2022年、KADOKAWA）

### アンソロジー
- 優しき豪槍（「KENZAN! vol.15」2011年、集英社）
- 丸に十文字（「決戦！ 関ヶ原」2014年、講談社）
- 焔の首級（「決戦！ 本能寺」2015年、講談社）
- 凡夫の瞳（「決戦！ 川中島」2016年、講談社）
- 死地奔走（「戦国秘史 歴史小説アンソロジー」2016年、角川書店）
- 首ひとつ（「決戦！ 桶狭間」2016年、講談社）
- ひとしずく（「決戦！ 賤ヶ岳」2017年、講談社）

### 児童向け伝記
- 戦国城　武将たちと熱き戦い編 (2015年、集英社)
- 戦国城　信長・秀吉・家康……天下人たちの夢編 (2016年、集英社)
- 戦国城 乱世に咲く花、散った花……姫君たち編 (2017年、集英社)

### その他
- 蛇衆（原作・矢野隆、漫画・長田悠幸、集英社）著書のコミカライズ版。全2巻。
- アサシン クリード4 ブラック フラッグ 覚醒（原作・ユービーアイソフト、シナリオ・矢野隆、作画・大岩ケンヂ、集英社）ゲームのコミカライズ。全2巻。

## 出演

### 舞台
- なにげに文士劇2024 旗揚げ公演『放課後』（2024年11月16日、サンケイホールブリーゼ） - 杉田ケイ 役[3]